# Nataliya Biluja
Nataliya Valentynivna Biluja (en ucraniano: Наталія Валентинівна Білуха; Leópolis, URSS, 22 de enero de 1971) es una deportista ucraniana que compitió en tiro con arco, en la modalidad de arco recurvo.
Ganó una medalla de oro en el Campeonato Mundial de Tiro con Arco en Sala de 1995, una medallas de plata en el Campeonato Europeo de Tiro con Arco al Aire Libre de 1996 y una medalla de plata en el Campeonato Europeo de Tiro con Arco en Sala de 1996.
Participó en los Juegos Olímpicos de Atlanta 1996, ocupando el quinto lugar en la prueba de equipo.

## Palmarés internacional
| Campeonato Mundial en Sala       | Campeonato Mundial en Sala | Campeonato Mundial en Sala | Campeonato Mundial en Sala |
| Año                              | Lugar                      | Medalla                    | Prueba                     |
| -------------------------------- | -------------------------- | -------------------------- | -------------------------- |
| 1995                             | Birmingham (Reino Unido)   | Medalla de oro             | Equipo                     |
| Campeonato Europeo al Aire Libre |                            |                            |                            |
| Año                              | Lugar                      | Medalla                    | Prueba                     |
| 1996                             | Kranjska Gora (Eslovenia)  | Medalla de plata           | Equipo                     |
| Campeonato Europeo en Sala       |                            |                            |                            |
| Año                              | Lugar                      | Medalla                    | Prueba                     |
| 1996                             | Mol (Bélgica)              | Medalla de plata           | Equipo                     |